# Domingo Monterrosa
José Domingo Monterrosa Barrios (Berlín, El Salvador; 4 de agosto de 1940-El Salvador; Joateca, Morazán 23 de octubre de 1984) fue un comandante militar de las Fuerzas Armadas de El Salvador durante la guerra civil de El Salvador.

## Biografía
Monterrosa ya se distinguió antes de graduarse en 1963 en la Academia Militar del Capitán General Gerardo Barrios. Luego tomó clases militares en la Escuela de las Américas (SOA) en Panamá. Más tarde se fue a Taiwán para estudiar tácticas de insurgencia anticomunistas. Justo después de su regreso a El Salvador, Monterrosa fue asignado para convertirse en líder de la polémica unidad de élite Batallón Atlácatl. 
El Batallón Atlácatl fue responsabilizado por haber cometido la masacre de El Mozote. Monterrosa fue presuntamente visto llegando por helicóptero por un guía local antes del inicio de la masacre, según lo contado por el reportero Mark Danner. Aun así, Danner también informó que Monterrosa había sido contactado por un consejero militar de EE. UU. para compartir el resultado de la batalla que había tenido lugar en El Mozote. En ese momento, Monterrosa estaba en el cuartel general del batallón Atlácatl. Según Danner, después de la conversación con el consejero militar de EE. UU., Monterrosa cogió un helicóptero y se dirigió a Morazán. El Washington Post informó en 2007 que Monterrosa había ordenado la masacre. El Mozote era un pueblo minúsculo localizado en el norte de Morazán.
Monterrosa fue conocido por haber estado obsesionado con destruir la radio prorrebelde Radio Venceremos, la cual " se especializó en propaganda ideológica, comentario acerbo, y ridículo puntiagudo del gobierno". Monterrosa apoyó los esfuerzos del Presidente José Napoleón Duarte para llevar a cabo negociaciones de paz en 1984, y su muerte seriamente las debilitó.

## Muerte
Hay varias versiones de cómo Monterrosa murió. Uno es que un helicóptero que funcionaba mal chocó y mató a sus ocupantes que incluyó también al Coronel Monterrosa.  Otra versión declara que una trampa cazabobos del FMLN estuvo puesta bajo un transmisor radiofónico falso que Monterrosa se llevó con él como trofeo de victoria en 1984. La bomba exploto durante el vuelo de ese helicóptero, atribuyéndose el atentado el Ejército Revolucionario del Pueblo (ERP). Los restos del helicóptero pueden ser encontrados en el Museo de la Revolución en Perquin, departamento de Morazán.

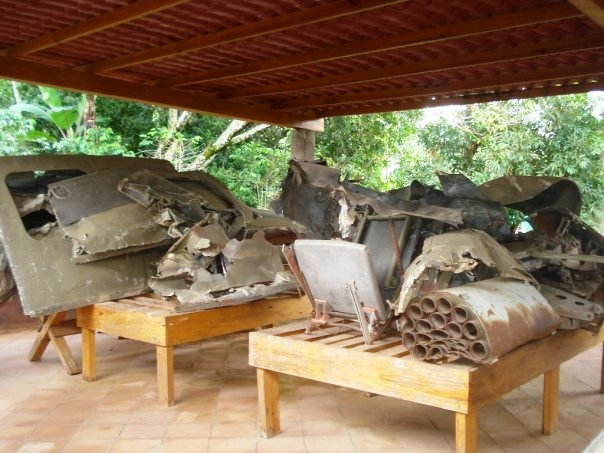
Restos del helicóptero expuesto en el Museo de la Revolución

El museo de las Fuerzas Armadas de Salvador ha designado una sección especial para Monterrosa. Después de su muerte en octubre de 1984, el congreso salvadoreño honró a Monterrosa con el título de "Héroe de Joateca" y le declaró un héroe nacional por su servicio al país.
En 2019 el nuevo presidente de El Salvador Nayib Bukele ordenó la remoción del nombre de Monterrosa de una de las unidades militares principales del ejército salvadoreño. Años antes otro presidente de El Salvador, Mauricio Funes, pidió perdón por parte del estado y de la gente de El Salvador por los delitos cometidos por los actores estatales durante la guerra civil, y dirigió al ejército a revisar su comportamiento respecto a aquellos años.